# 시라이 슈헤이
시라이 슈헤이(일본어: 白井 脩平, 1985년 7월 19일 ~ )는 일본의 전 축구 선수이다.

## 구단 경력
과거 YSCC 요코하마에서 활동하였다.